# サンデースポーツパラダイス〜てっぺん!〜
『サンデースポーツパラダイス〜てっぺん!〜』は、2005年10月9日より2006年3月26日に文化放送とラジオ大阪で毎週日曜日に生放送されたスポーツ情報番組である。

## 番組概要
毎回、頂点（てっぺん）を目指して日夜練習や試合に取り組むアスリートの姿を現場取材などを通して検証していく他、日曜日のスポーツイベントの情報を届ける「てっぺん・ニュースジョッキ」、リスナーからのお便りを取り上げる「てっぺん・コミュニティー」などが放送されている。
文化放送では以前からナイターオフシーズンの毎週日曜に『サンデースポーツスクランブル』『豊田泰光のサンデー・ラジオアイ』『豊田泰光のウルトラサンデー（スーパーウルトラサンデー）』といったスポーツ情報番組を制作しており、この番組もその一つ。『サンデースポーツパラダイス』のシリーズとしては2004年度に放送された『サンデースポーツパラダイス・エキウリ!』に次いで2本目。
しかし、2006年3月27日（当番組終了の翌日）から毎週月曜に放送している『岩本勉のまいどスポーツ』が同年10月8日からナイターオフシーズンのこの時間枠を引き継ぐことになった。

## 放送時間
- 毎週日曜 18時 - 19時（ラジオ大阪は18時30分まで）

## 出演者

### パーソナリティ
- 斉藤一美（文化放送アナウンサー）

### コメンテーター
- 大塚光二（元西武ライオンズ・文化放送プロ野球解説者）
- 荻原次晴（元ノルディック複合代表・スポーツキャスター）
- 水内猛（元浦和レッズ・サッカー解説者）
- 山本美憂（元女子レスリング世界チャンピオン・スポーツコメンテーター）